# 大学城駅 (重慶市)
大学城駅（だいがくじょう-えき）は、中華人民共和国重慶市沙坪垻区虎渓街道大学城北路に位置する重慶軌道交通1号線の駅。駅番号は1/23 。13号線と17号線の駅が計画されている。

## 駅構造
相対式ホーム2面2線を有する高架駅。
|          | 右側のドアが開く |      |   |        |
| 至朝天門 | ←                | 上り | ← |        |
|          | →                | 下り | → | 至璧山 |
|          | 右側のドアが開く |      |   |        |

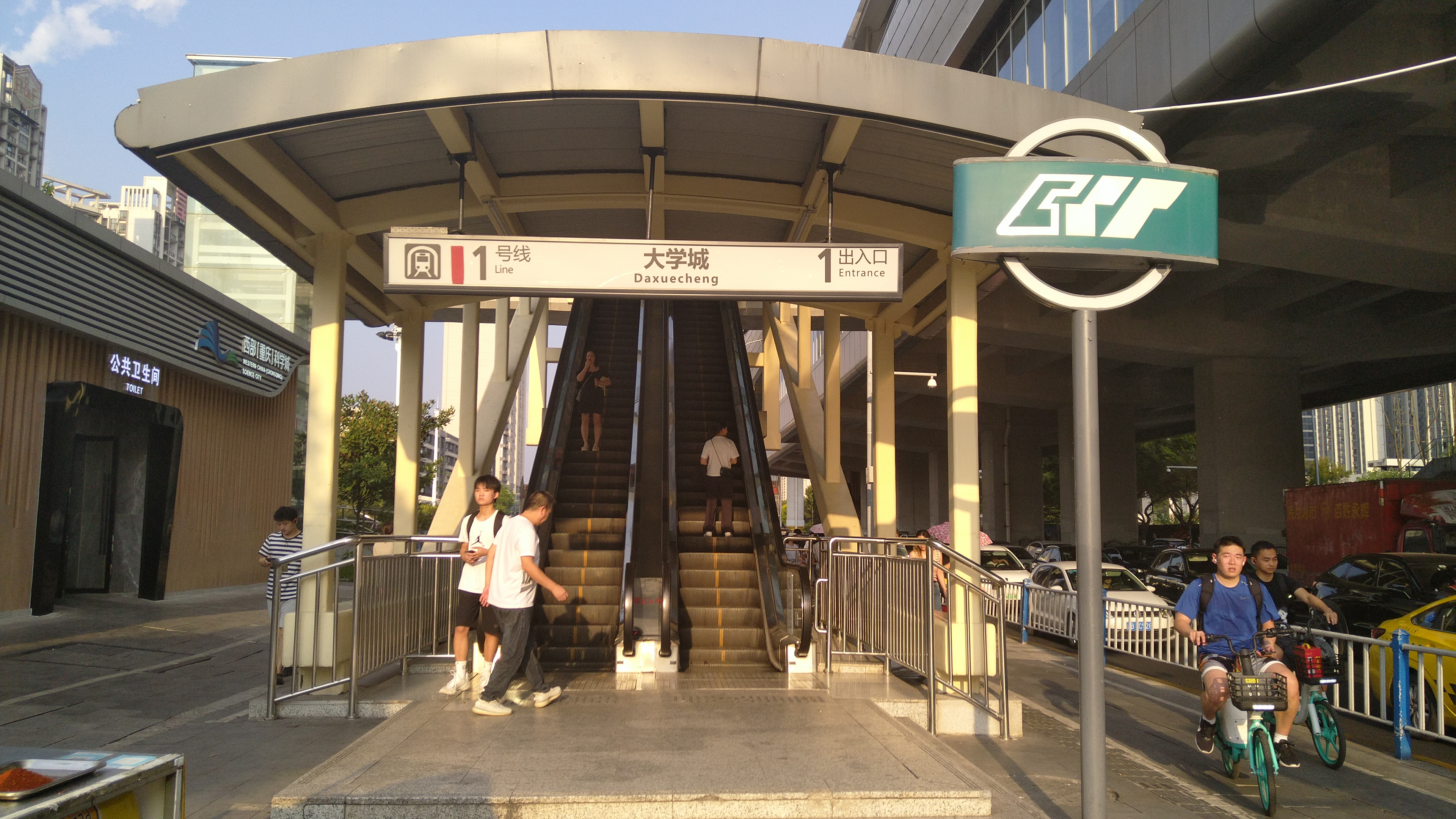
1番出入口
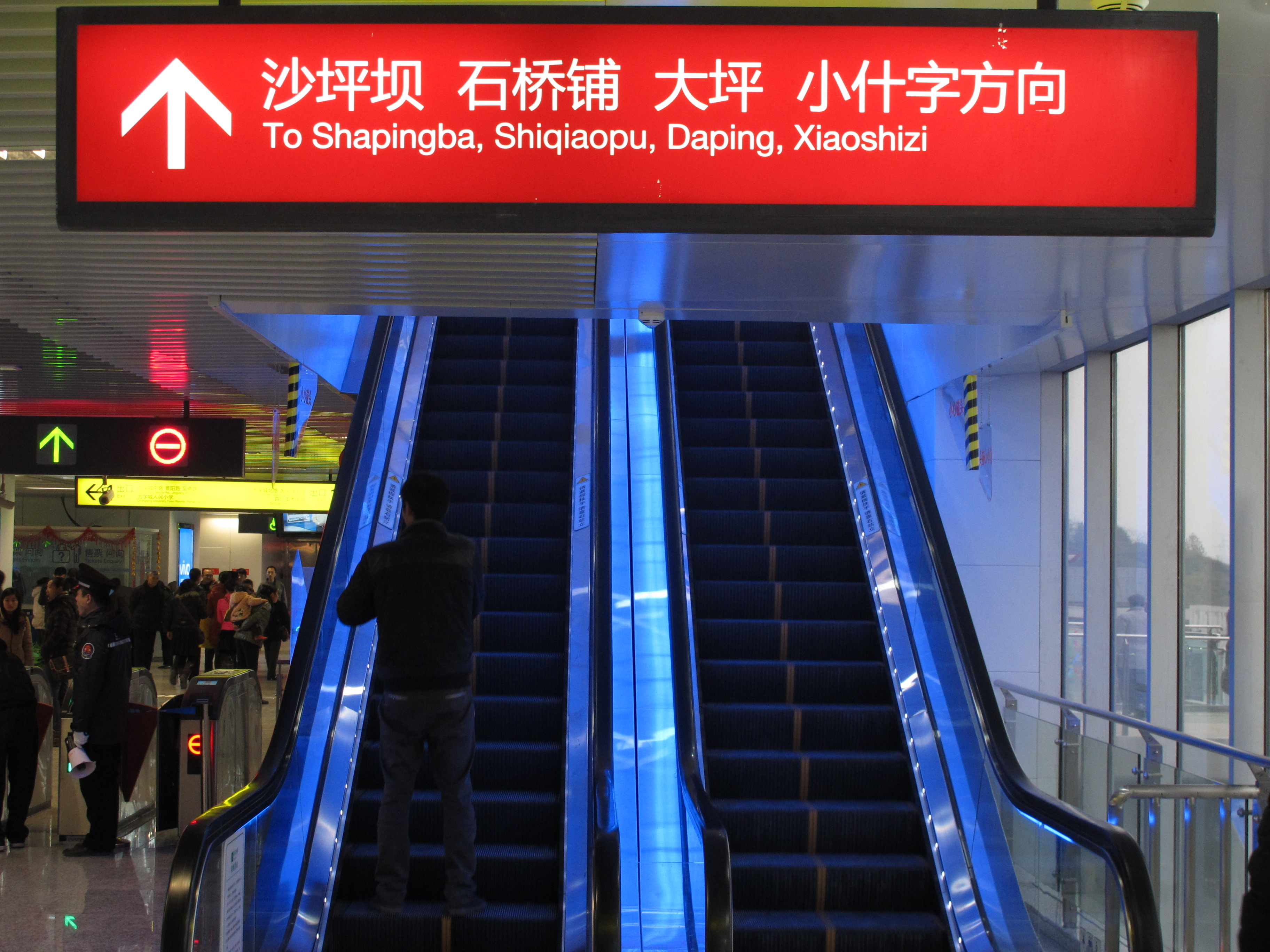
エスカレーター
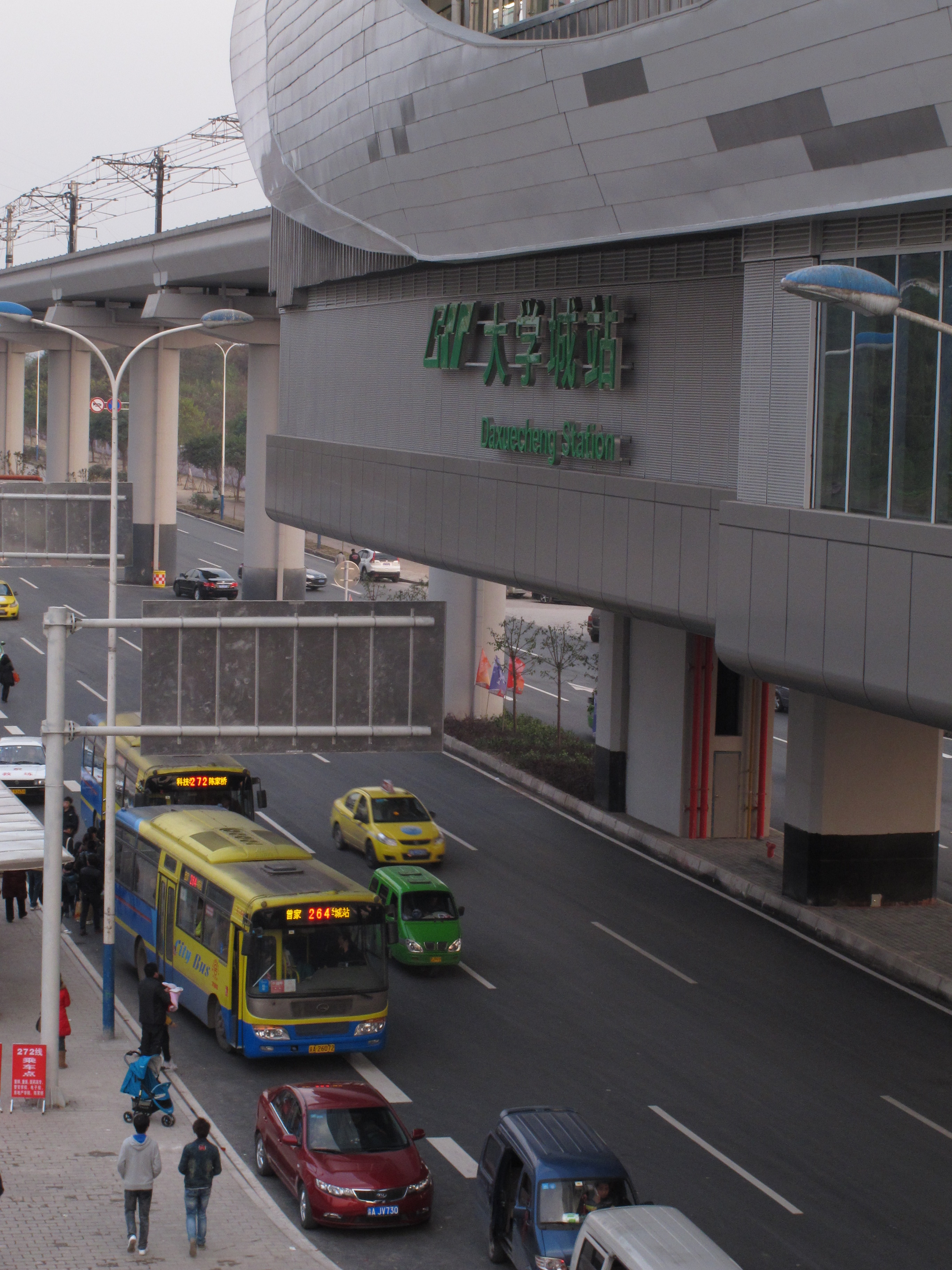
外から見た大学城駅の駅舎